# 2022年8—9月深圳市2019冠状病毒病聚集性疫情
2022年8－9月深圳市2019冠状病毒病聚集性疫情，是指自2022年8月20日在广东省深圳市发生的2019冠状病毒病本土聚集性疫情，也是深圳市于2022年发生的第六波本土疫情，由嚴重急性呼吸道症候群冠狀病毒2型Omicron變異株BA.5亚型主导（少部分个案为BA.2亚型）。2022年8月20日，深圳市宝安区在社区筛查中发现1例外省返深人员新冠病毒阳性病例，随后在福田区、罗湖区亦发生聚集性疫情，进展迅速，造成深圳市部分区实行“严格居家”管控措施。并确认外溢至东莞市、揭阳市、惠州市。

## 背景
深圳上一轮疫情基本处置完成后，维持了乘坐公共交通工具、进入公共密闭空间等须凭48小时核酸检测阴性证明或当日核酸采样凭证的要求，此时正值暑假期间，出游出差需求活跃。尽管2022年8月上中旬深圳有散发个案，但多数个案均从已隔离观察的外省输入病例密接人员排查中发现，即使是本地个案，仅在南山区粤海街道、西丽街道等地的少数地点划定“三区”，影响范围小，未对深圳疫情防控形势造成明显影响。
但8月20日后，深圳在社区筛查中发现1例外省返深人员新冠病毒阳性病例，且该个案曾到访星铂汇量贩式KTV（沙井店）参加聚集活动，造成疫情在宝安区传播。随后，深圳市福田区、罗湖区亦发生聚集性疫情，经流调溯源，有相当一部分个案与福田区华星舞蹈艺术中心相关联，导致疫情爆发式扩散传播，深圳市部分街道因此“严格居家，足不出户”。同时，香港第五波疫情自8月25日以来居于每日8000例确诊的高位，深港跨境运输频繁，亦持续对深圳疫情防控造成影响。深圳市第三人民医院院长卢洪洲表示，深圳本轮疫情多数个案所感染的奥密克戎BF.15变异株与香港卫生署于2022年7月份上传的一株病毒序列高度同源。
10月9日，正值十一假期结束，内蒙古两名返深人员核酸检测呈阳性。经流调显示，二人从内蒙古返深后，未按要求执行疫情防控有关政策措施，在公共场所不佩戴口罩，违规参加人员聚集性活动等，造成疫情在深圳市宝安区、南山区广泛传播。深圳市疾控中心亦对10月9日以来的疫情的毒株进行基因测序，BF.7变异株为深圳首次检出。
深圳市卫健委二级巡视员林汉城称，深圳市疫情防控同时面临本土疫情续发反弹风险、境外疫情倒灌风险、国内中高风险地区输入风险的三重挑战。

## 确诊时序

### 深圳市
| 日期     | 确诊 | 无症状 | 无症状转确诊 | 累计新增感染者数 | 累计感染者数 | 在社区筛查中发现 | 在重点人员筛查中 发现 | 在隔离密接人员排查中 发现 | 主动就诊中发现 | 在闭环管理的重点人员 例行检测中发现 | 来源    |
| -------- | ---- | ------ | ------------ | ---------------- | ------------ | ---------------- | --------------------- | ------------------------- | -------------- | ----------------------------------- | ------- |
| 8月20日  | 3    | 8      | 0            | 11               | 11           | 1                |                       | 9                         | 1              |                                     | [ 21 ]  |
| 8月21日  | 3    | 4      | 0            | 7                | 18           |                  |                       | 6                         |                | 1                                   | [ 22 ]  |
| 8月22日  | 0    | 0      | 0            | 0                | 18           |                  |                       |                           |                |                                     | [ 23 ]  |
| 8月23日  | 3    | 5      | 6            | 8                | 26           | 2                |                       | 4                         |                | 2                                   | [ 24 ]  |
| 8月24日  | 4    | 2      | 0            | 6                | 32           | 2                | 2                     | 2                         |                |                                     | [ 25 ]  |
| 8月25日  | 4    | 4      | 0            | 8                | 40           | 1                | 2                     | 4                         | 1              |                                     | [ 26 ]  |
| 8月26日  | 6    | 2      | 0            | 8                | 48           | 1                |                       | 7                         |                |                                     | [ 27 ]  |
| 8月27日  | 8    | 4      | 0            | 12               | 60           |                  |                       | 12                        |                |                                     | [ 28 ]  |
| 8月28日  | 9    | 2      | 0            | 11               | 71           | 2                | 1                     | 8                         |                |                                     | [ 29 ]  |
| 8月29日  | 24   | 11     | 0            | 35               | 106          | 12               | 14                    | 6                         | 3              |                                     | [ 30 ]  |
| 8月30日  | 20   | 17     | 0            | 37               | 143          | 4                | 6                     | 23                        | 4              |                                     | [ 31 ]  |
| 8月31日  | 35   | 27     | 0            | 62               | 205          | 12               | 6                     | 42                        | 2              |                                     | [ 32 ]  |
| 9月1日   | 50   | 37     | 0            | 87               | 292          | 2                | 5                     | 79                        | 1              |                                     | [ 33 ]  |
| 9月2日   | 54   | 33     | 0            | 87               | 379          | 5                | 1                     | 80                        | 1              |                                     | [ 34 ]  |
| 9月3日   | 69   | 20     | 0            | 89               | 468          | 6                | 4                     | 79                        |                |                                     | [ 35 ]  |
| 9月4日   | 50   | 21     | 0            | 71               | 539          | 4                | 11                    | 56                        |                |                                     | [ 36 ]  |
| 9月5日   | 27   | 9      | 0            | 36               | 575          | 2                | 3                     | 28                        | 2              | 1                                   | [ 37 ]  |
| 9月6日   | 27   | 13     | 0            | 40               | 615          |                  | 1                     | 35                        | 3              | 1                                   | [ 38 ]  |
| 9月7日   | 18   | 7      | 0            | 25               | 630          |                  | 1                     | 24                        |                |                                     | [ 39 ]  |
| 9月8日   | 26   | 28     | 0            | 54               | 684          | 1                | 1                     | 51                        |                | 1                                   | [ 40 ]  |
| 9月9日   | 22   | 6      | 0            | 28               | 712          |                  |                       | 28                        |                |                                     | [ 41 ]  |
| 9月10日  | 12   | 8      | 0            | 20               | 732          |                  |                       | 20                        |                |                                     | [ 42 ]  |
| 9月11日  | 14   | 11     | 0            | 25               | 757          |                  | 1                     | 24                        |                |                                     | [ 43 ]  |
| 9月12日  | 4    | 4      | 0            | 8                | 765          | 1                |                       | 7                         |                |                                     | [ 44 ]  |
| 9月13日  | 5    | 3      | 0            | 8                | 773          |                  | 3                     | 5                         |                |                                     | [ 45 ]  |
| 9月14日  | 4    | 1      | 0            | 5                | 778          |                  |                       | 5                         |                |                                     | [ 46 ]  |
| 9月15日  | 3    | 0      | 0            | 3                | 781          |                  | 1                     | 1                         | 1              |                                     | [ 47 ]  |
| 9月16日  | 2    | 0      | 0            | 2                | 783          |                  |                       | 2                         |                |                                     | [ 48 ]  |
| 9月17日  | 1    | 1      | 0            | 2                | 785          |                  | 1                     | 1                         |                |                                     | [ 49 ]  |
| 9月18日  | 0    | 0      | 0            | 0                | 785          |                  |                       |                           |                |                                     | [ 50 ]  |
| 9月19日  | 0    | 0      | 0            | 0                | 785          |                  |                       |                           |                |                                     | [ 51 ]  |
| 9月20日  | 2    | 0      | 0            | 2                | 787          |                  |                       | 2                         |                |                                     | [ 52 ]  |
| 9月21日  | 0    | 0      | 0            | 0                | 787          |                  |                       |                           |                |                                     | [ 53 ]  |
| 9月22日  | 1    | 0      | 0            | 1                | 788          |                  |                       | 1                         |                |                                     | [ 54 ]  |
| 9月23日  | 1    | 0      | 0            | 1                | 789          | 1                |                       |                           |                |                                     | [ 55 ]  |
| 9月24日  | 1    | 0      | 0            | 1                | 790          |                  | 1                     |                           |                |                                     | [ 56 ]  |
| 9月25日  | 5    | 5      | 0            | 10               | 800          |                  | 6                     | 4                         |                |                                     | [ 57 ]  |
| 9月26日  | 7    | 3      | 0            | 10               | 810          | 1                | 3                     | 6                         |                |                                     | [ 58 ]  |
| 9月27日  | 3    | 0      | 0            | 3                | 813          |                  | 1                     | 2                         |                |                                     | [ 59 ]  |
| 9月28日  | 13   | 2      | 0            | 15               | 828          |                  | 3                     | 12                        |                |                                     | [ 60 ]  |
| 9月29日  | 15   | 12     | 0            | 27               | 855          | 1                | 4                     | 22                        |                |                                     | [ 61 ]  |
| 9月30日  | 16   | 19     | 0            | 35               | 890          | 2                | 3                     | 30                        |                |                                     | [ 62 ]  |
| 10月1日  | 16   | 8      | 0            | 24               | 914          |                  | 3                     | 20                        | 1              |                                     | [ 63 ]  |
| 10月2日  | 14   | 18     | 0            | 32               | 946          | 1                | 2                     | 28                        | 1              |                                     | [ 64 ]  |
| 10月3日  | 7    | 4      | 0            | 11               | 957          |                  | 2                     | 9                         |                |                                     | [ 65 ]  |
| 10月4日  | 11   | 10     | 0            | 21               | 978          | 3                | 2                     | 16                        |                |                                     | [ 66 ]  |
| 10月5日  | 6    | 4      | 0            | 10               | 988          |                  |                       | 10                        |                |                                     | [ 67 ]  |
| 10月6日  | 3    | 3      | 1            | 6                | 994          |                  |                       | 6                         |                |                                     | [ 68 ]  |
| 10月7日  | 3    | 1      | 0            | 4                | 998          |                  | 1                     | 3                         |                |                                     | [ 69 ]  |
| 10月8日  | 4    | 3      | 0            | 7                | 1005         | 1                |                       | 6                         |                |                                     | [ 70 ]  |
| 10月9日  | 9    | 1      | 0            | 10               | 1015         | 1                | 2                     | 7                         |                |                                     | [ 71 ]  |
| 10月10日 | 14   | 19     | 0            | 33               | 1048         | 7                | 2                     | 24                        |                |                                     | [ 72 ]  |
| 10月11日 | 23   | 6      | 0            | 29               | 1077         | 2                | 1                     | 26                        |                |                                     | [ 73 ]  |
| 10月12日 | 19   | 7      | 0            | 26               | 1103         | 2                | 1                     | 23                        |                |                                     | [ 74 ]  |
| 10月13日 | 21   | 11     | 0            | 32               | 1135         |                  |                       | 32                        |                |                                     | [ 75 ]  |
| 10月14日 | 26   | 10     | 0            | 36               | 1171         |                  | 5                     | 31                        |                |                                     | [ 76 ]  |
| 10月15日 | 7    | 8      | 0            | 15               | 1186         | 1                | 4                     | 10                        |                |                                     | [ 77 ]  |
| 10月16日 | 10   | 5      | 0            | 15               | 1201         | 1                | 3                     | 11                        |                |                                     | [ 78 ]  |
| 10月17日 | 10   | 10     | 0            | 20               | 1221         | 1                | 5                     | 14                        |                |                                     | [ 79 ]  |
| 10月18日 | 11   | 9      | 0            | 20               | 1241         | 1                |                       | 19                        |                |                                     | [ 80 ]  |
| 10月19日 | 10   | 5      | 0            | 15               | 1256         |                  |                       | 15                        |                |                                     | [ 81 ]  |
| 10月20日 | 9    | 5      | 0            | 14               | 1270         | 1                |                       | 13                        |                |                                     | [ 82 ]  |
| 10月21日 | 7    | 3      | 0            | 10               | 1280         |                  | 1                     | 9                         |                |                                     | [ 83 ]  |
| 10月22日 | 11   | 6      | 0            | 17               | 1297         |                  |                       | 17                        |                |                                     | [ 84 ]  |
| 10月23日 | 0    | 3      | 0            | 3                | 1300         |                  | 1                     | 2                         |                |                                     | [ 85 ]  |
| 10月24日 | 3    | 1      | 0            | 4                | 1304         | 2                | 1                     | 1                         |                |                                     | [ 86 ]  |
| 10月25日 | 2    | 3      | 0            | 5                | 1309         |                  | 1                     | 4                         |                |                                     | [ 87 ]  |
| 10月26日 | 0    | 2      | 0            | 2                | 1311         |                  |                       | 2                         |                |                                     | [ 88 ]  |
| 10月27日 | 2    | 0      | 0            | 2                | 1313         |                  |                       | 2                         |                |                                     | [ 89 ]  |
| 10月28日 | 2    | 4      | 0            | 6                | 1319         | 2                | 3                     | 1                         |                |                                     | [ 90 ]  |
| 10月29日 | 6    | 4      | 0            | 10               | 1329         | 1                | 1                     | 8                         |                |                                     | [ 91 ]  |
| 10月30日 | 21   | 9      | 0            | 30               | 1359         | 2                | 1                     | 26                        | 1              |                                     | [ 92 ]  |
| 10月31日 | 23   | 6      | 0            | 29               | 1388         |                  | 1                     | 28                        |                |                                     | [ 93 ]  |
| 11月1日  | 18   | 5      | 0            | 23               | 1411         | 2                | 1                     | 20                        |                |                                     | [ 94 ]  |
| 11月2日  | 10   | 1      | 0            | 11               | 1422         | 1                |                       | 10                        |                |                                     | [ 95 ]  |
| 11月3日  | 9    | 3      | 0            | 12               | 1434         |                  |                       | 12                        |                |                                     | [ 96 ]  |
| 11月4日  | 4    | 3      | 0            | 7                | 1441         |                  | 1                     | 5                         |                | 1                                   | [ 97 ]  |
| 11月5日  | 1    | 1      | 0            | 2                | 1443         |                  | 2                     |                           |                |                                     | [ 98 ]  |
| 11月6日  | 3    | 1      | 0            | 4                | 1447         |                  |                       | 4                         |                |                                     | [ 99 ]  |
| 11月7日  | 1    | 0      | 0            | 1                | 1448         |                  | 1                     |                           |                |                                     | [ 100 ] |
| 11月8日  | 1    | 2      | 0            | 3                | 1451         |                  |                       | 3                         |                |                                     | [ 101 ] |
| 11月9日  | 0    | 2      | 0            | 2                | 1453         |                  |                       | 2                         |                |                                     | [ 102 ] |
| 11月10日 | 3    | 1      | 0            | 4                | 1457         |                  | 1                     | 3                         |                |                                     | [ 103 ] |
| 11月11日 | 2    | 5      | 0            | 7                | 1464         | 1                | 1                     | 5                         |                |                                     | [ 104 ] |

### 东莞市
- 2022年8月27日0-18时，东莞市大朗镇新增2例无症状感染者，其中1例为莞深通勤人员，近期行程轨迹主要在东莞大朗住所附近和通过网约车来往深圳，另1例为该莞深通勤人员的密切接触者[105][106]。当天18-24时，东莞市新增1例外市输入关联无症状感染者，该人员为0-18时报告的无症状感染者的密切接触者，为该莞深通勤人员曾乘坐过的粤S92TL6网约车司机[107]。
- 2022年8月29日0-24时，东莞市大朗镇新增1例外市输入关联无症状感染者，为8月27日东莞市大朗镇报告的莞深通勤人员个案的密切接触者[108]。
- 2022年8月30日0-24时，东莞市寮步镇新增1例外市输入关联无症状感染者，为8月27日东莞市大朗镇报告的莞深通勤人员个案的密切接触者[109]。
- 2022年8月31日0-12时，东莞市凤岗镇新增1例外市输入无症状感染者，为外市报告阳性个案在东莞市的密切接触者[110]。
- 2022年9月1日0-24时，东莞市凤岗镇新增1例外市输入无症状感染者，为8月31日东莞市凤岗镇报告的外市输入无症状感染者的密切接触者[111]。
- 2022年9月2日0-24时，东莞市在已集中隔离的密切接触者中发现2例无症状感染者，其中个案1为8月31日东莞市凤岗镇报告的外市输入无症状感染者的密切接触者，个案2为8月27日东莞市大朗镇报告的外市输入无症状感染者的密切接触者[112]。
- 2022年9月3日0-24时，东莞市凤岗镇新增1例外市输入无症状感染者，为8月31日东莞市凤岗镇报告的外市输入无症状感染者的密切接触者[113]。
- 2022年9月4日0-12时，东莞市清溪镇新增1例外市输入无症状感染者，为外市报告阳性个案在东莞市的密切接触者[114]。

### 揭阳市
- 2022年8月30日0-12时，揭阳市惠来县在主动核酸检测中发现1例新冠肺炎无症状感染者，该个案随其母亲于8月27日下午从深圳北站乘坐D2328次列车抵达葵潭站[115]。当天12-24时，揭阳市惠来县新增2例新冠肺炎无症状感染者，为0-12时发现个案的母亲及堂姐[116]。
- 2022年8月31日0-24时，揭阳市普宁市在返乡人员核酸检测中发现1例新冠肺炎无症状感染者，该个案于8月29日随其儿子从深圳乘坐顺风车返回普宁[117]。
- 2022年9月1日0-24时，揭阳市惠来县新增1例新冠肺炎无症状感染者，为8月30日公布的无症状感染者的密切接触者[118]。
- 2022年9月2日0-12时，揭阳市惠来县新增2例新冠肺炎无症状感染者，为8月30日公布的无症状感染者的密切接触者[119]。
- 2022年9月3日0-24时，揭阳市惠来县新增1例新冠肺炎无症状感染者，为8月30日公布的无症状感染者的密切接触者[120]。
- 2022年9月4日0-24时，揭阳市惠来县新增1例新冠肺炎无症状感染者，为8月30日公布的无症状感染者的密切接触者[121]。
- 2022年9月7日0-24时，揭阳市普宁市在深圳市福田区返乡人员核酸检测中发现1名无症状感染者[122]。

### 惠州市
- 2022年9月26日凌晨，惠州市惠东县在密接筛查中发现1例新冠肺炎无症状感染者，该个案与外市阳性个案同时空暴露[8][123]。

## 溯源调查
8月29日，深圳市卫健委二级巡视员林汉城介绍，自8月23日以来的疫情多数个案毒株基因测序结果以奥密克戎BF.15变异株为主，该变异株为BA.5.2.1的新亚型，于2022年8月下旬被提交，为深圳本地首次发现。深圳市第三人民医院院长卢洪洲表示，奥密克戎BF.15变异株与香港卫生署于2022年7月份上传的一株病毒序列高度同源。此外，还有部分个案感染毒株为奥密克戎BA.5.2、BA.5.2.1和BA.2.2变异株，与境外报告的部分毒株序列高度同源，不排除个案由境外输入引发本地感染的可能。
9月26日，深圳市卫健委二级巡视员林汉城介绍，自9月23日以来的疫情多数个案毒株基因测序结果以奥密克戎BA.5.2变异株为主，与境外报告的部分毒株序列高度同源，不排除个案由境外输入引发本地感染的可能。
10月10日，深圳市疾控中心对10月9日以来的疫情的毒株进行基因测序，测序结果显示，大多数个案感染毒株为奥密克戎BF.7、BA.2.76和BA.2.2变异株，其中BF.7变异株为深圳首次检出。

## 反应

### 深圳市

#### 分区防疫
本轮疫情继续沿用分区防疫策略，深圳各区新冠肺炎疫情防控指挥部办公室按照《新型冠状病毒肺炎疫情防控方案（第九版）》相关规定，决定划定高风险区、中风险区和低风险区。目前，本轮疫情深圳市已在福田区、罗湖区、盐田区、南山区、宝安区、龙岗区、龙华区、光明区、大鹏新区等九个区域划定高风险区、中风险区和低风险区。

#### 日常生活
本轮疫情深圳各区继续维持常态化核酸要求，进出公共场所须持48小时核酸检测阴性证明，并设立免费常态化核酸检测点，部分有疫情发生的区域要求进出公共场所须持24小时核酸检测证明。
因奥密克戎BF.15变异株首次在深圳本地发现，隐匿性和传播力更强，且出现聚集活动导致本轮疫情迅速发展的情况，从8月29日起，深圳市各区陆续发布公告，加强社会面活动管控，严格限制人员聚集，部分街道甚至采取所有居民“严格居家，足不出户”措施。9月3日0时至9月4日24时，深圳市福田区、罗湖区、南山区、宝安区、龙岗区、龙华区采取所有居民“严格居家，足不出户”措施，利用周末时间开展两轮核酸检测。9月5日0时起，深圳采取分级分类管控措施：过去3天（即9月2日至9月4日期间）无社会面阳性病例的街道解除临时管控，实施常态化管理；有社会面阳性病例的街道，则从最后一个社会面阳性病例出现的日期起，临时管控措施往后顺延三天，期间如连续3天无社会面新发阳性病例，则实施常态化管理；福田区南园街道社会面病例较多，继续实施中风险区管理，时间从9月2日0时起算。10月5日，罗湖区将东门街道部分区域划为高风险区，将东门街道划为中风险区，将罗湖区划为低风险区。
深圳各区疫情防控临时管制措施具体如下：
| 区       | 街道                                                             | 具体措施 | 执行时间                |
| -------- | ---------------------------------------------------------------- | --- | ----------------------- |
| 福田区   | 园岭街道、华强北街道、南园街道                                   | 所有小区严格实行“白名单管理”，所有居民“严格居家”，所有企业一律居家办公，除基本保障场所外，其他营业场所、门店一律停业，并开展“四天四检”核酸筛查。 | 8月29日0时至9月1日24时  |
| 福田区   | 南园街道                                                         | 将南园街道（除现有高、中风险区外）划为中风险区，南园街道现有高、中风险区继续执行原定疫情防控措施，途经相关区域的地铁、公交跳站运行，后南园街道的中风险区管理顺延至9月8日24时。 | 8月29日0时至9月8日24时  |
| 福田区   | 福保街道                                                         | 在福保街道（除现有高、中风险区外）采取临时管控措施，即所有小区严格实行“白名单管理”，所有居民“严格居家”，所有企业一律居家办公，除基本保障场所外，其他营业场所、门店一律停业，并开展核酸筛查。 | 9月2日0时至9月4日24时   |
| 福田区   | 除园岭街道、华强北街道、南园街道外其他街道                       | 所有卡口需凭24小时核酸阴性证明或24小时内核酸采样记录进入，所有外卖、快递不进入社区小区、城中村，聚集性活动暂停举办，各类公园关闭，室内密闭场所暂停营业，培训托管机构暂停线下服务，餐饮场所暂停堂食，继续开展全员核酸检测。 | 8月29日0时至9月1日24时  |
| 福田区   | 除南园街道、福保街道外其他街道                                   | 所有卡口需凭24小时核酸阴性证明或24小时内核酸采样记录进入，所有外卖、快递不进入社区小区、城中村，聚集性活动暂停举办，各类公园关闭，室内密闭场所暂停营业，培训托管机构暂停线下服务，餐饮场所暂停堂食，继续开展全员核酸检测。 | 9月2日0时至9月4日24时   |
| 福田区   | 全域                                                             | 利用周末时间在全区开展两轮核酸检测，检测完毕立即返回居所，所有企业一律居家办公，“两点一线”封闭式管理的企业可继续生产，除基本保障场所外，其他营业场所、门店一律停业，全区公交、地铁停运，暂停非必要人员流动与活动。 | 9月3日0时至9月4日24时   |
| 福田区   | 福保街道                                                         | 将此前在9月3日0时至9月4日24时执行的“严格居家，足不出户”一系列管制措施继续执行，途经相关区域的地铁、公交跳站运行。 | 9月5日0时至9月7日24时   |
| 福田区   | 福田街道（除福安社区外）                                         | 将此前在9月3日0时至9月4日24时执行的“严格居家，足不出户”一系列管制措施继续执行，途经相关区域的地铁、公交跳站运行，后于9月5日宣布将福田街道（除福安社区外）划为中风险区。 | 9月3日0时至9月9日24时   |
| 福田区   | 莲花街道（除福中社区外）                                         | 将此前在9月3日0时至9月4日24时执行的“严格居家，足不出户”一系列管制措施继续执行，途经相关区域的地铁、公交跳站运行。 | 9月5日0时至9月6日24时   |
| 福田区   | 除临时管控区外其他区域                                           | 所有卡口需凭24小时核酸阴性证明或24小时内核酸采样记录进入，聚集性活动暂停举办，各类公园关闭，室内密闭场所暂停营业，培训托管机构暂停线下服务，堂食按50%限流开放，继续开展全员核酸检测。 | 9月5日0时后             |
| 罗湖区   | 桂园街道、南湖街道、笋岗街道                                     | 所有小区严格实行“白名单管理”，所有居民“严格居家”，所有企业一律居家办公，除基本保障场所外，其他营业场所、门店一律停业，并开展“四天四检”核酸筛查。 | 8月29日0时至9月1日24时  |
| 罗湖区   | 桂园街道                                                         | 将桂园街道（除现有高、中风险区外）划为中风险区，桂园街道现有高、中风险区继续执行原定疫情防控措施。 | 8月29日0时至9月4日24时  |
| 罗湖区   | 除桂园街道、南湖街道、笋岗街道外其他街道                         | 所有卡口需凭24小时核酸阴性证明或24小时内核酸采样记录进入，所有外卖、快递不进入社区小区、城中村，聚集性活动暂停举办，各类公园关闭，室内密闭场所暂停营业，培训托管机构暂停线下服务，餐饮场所暂停堂食，继续开展全员核酸检测。 | 8月29日0时至9月1日24时  |
| 罗湖区   | 除桂园街道外其他街道                                             | 所有卡口需凭24小时核酸阴性证明或24小时内核酸采样记录进入，所有外卖、快递不进入社区小区、城中村，聚集性活动暂停举办，各类公园关闭，室内密闭场所暂停营业，培训托管机构暂停线下服务，餐饮场所暂停堂食，继续开展全员核酸检测。 | 9月2日0时后             |
| 罗湖区   | 全域                                                             | 利用周末时间在全区开展两轮核酸检测，检测完毕立即返回居所，所有企业一律居家办公，“两点一线”封闭式管理的企业可继续生产，除基本保障场所外，其他营业场所、门店一律停业，全区公交、地铁停运，暂停非必要人员流动与活动。 | 9月3日0时至9月4日24时   |
| 罗湖区   | 东门街道、桂园街道松园社区                                       | 将此前在9月3日0时至9月4日24时执行的“严格居家，足不出户”一系列管制措施继续执行，途经相关区域的地铁、公交跳站运行。 | 9月5日0时至9月6日24时   |
| 罗湖区   | 南湖街道人民南路、罗小三街、建设路、罗小四街围合区域             | 将此前在9月3日0时至9月4日24时执行的“严格居家，足不出户”一系列管制措施继续执行，途经相关区域的地铁、公交跳站运行。 | 9月5日0时至9月7日24时   |
| 罗湖区   | 除临时管控区外其他区域                                           | 所有卡口需凭24小时核酸阴性证明或24小时内核酸采样记录进入，聚集性活动暂停举办，各类公园关闭，室内密闭场所暂停营业，培训托管机构暂停线下服务，堂食按50%限流开放，继续开展全员核酸检测。 | 9月5日0时后             |
| 罗湖区   | 东门街道东门中路以东、晒布路以南、兴湖路以西、湖贝路以北围合区域 | 划为高风险区，实行封控措施，期间“足不出户、上门服务”。 | 10月5日0时              |
| 罗湖区   | 东门街道（除高风险区外）                                         | 划为中风险区，实行管控措施，期间“人不出区、错峰取物”，途经上述区域的地铁和公交实行跳站运行、暂停运营服务。 | 10月5日0时              |
| 罗湖区   | 罗湖区（除原中、高风险区外）                                     | 划为低风险区。 | 10月5日0时              |
| 罗湖区   | 东晓街道草埔东社区、绿景社区、东晓社区和黄贝街道罗芳水产市场     | 开展三轮核酸检测，实行“人不出区、错峰取物”，所有居民居家，除基本保障场所外，其他营业场所、门店一律停业。 | 10月5日0时至10月7日24时 |
| 龙岗区   | 布吉街道                                                         | 所有小区严格实行“白名单管理”，所有居民“严格居家”，所有企业一律居家办公，除基本保障场所外，其他营业场所、门店一律停业，并开展“四天四检”核酸筛查。 | 8月29日19时至9月2日19时 |
| 龙岗区   | 南湾街道、坂田街道、吉华街道、平湖街道                           | 所有卡口需凭24小时核酸阴性证明或24小时内核酸采样记录进入，所有外卖、快递不进入社区小区、城中村，聚集性活动暂停举办，各类公园关闭，室内密闭场所暂停营业，培训托管机构暂停线下服务，餐饮场所暂停堂食，继续开展大规模核酸检测。 | 8月29日19时至9月2日19时 |
| 龙岗区   | 横岗街道、园山街道、龙岗街道、龙城街道、坪地街道、宝龙街道       | 所有卡口需凭48小时核酸阴性证明或48小时内核酸采样记录进入，所有外卖、快递不进入社区小区、城中村，聚集性活动暂停举办，各类公园关闭，室内密闭场所暂停营业，培训托管机构暂停线下服务，餐饮场所限制堂食接待量，继续开展大规模核酸检测。 | 8月29日19时至9月2日19时 |
| 龙岗区   | 吉华街道                                                         | 所有小区严格实行“白名单管理”，所有居民“严格居家”，所有企业一律居家办公，除基本保障场所外，其他营业场所、门店一律停业，并开展“四天四检”核酸筛查。 | 8月31日21时至9月3日24时 |
| 龙岗区   | 全域                                                             | 利用周末时间在全区开展两轮核酸检测，检测完毕立即返回居所，所有企业一律居家办公，“两点一线”封闭式管理的企业可继续生产，除基本保障场所外，其他营业场所、门店一律停业，全区公交、地铁停运，暂停非必要人员流动与活动。 | 9月3日0时至9月4日24时   |
| 龙岗区   | 横岗街道                                                         | 将此前在9月3日0时至9月4日24时执行的“严格居家，足不出户”一系列管制措施继续执行，途经相关区域的地铁、公交跳站运行。 | 9月5日0时至9月6日24时   |
| 龙岗区   | 除横岗街道外其他街道                                             | 所有卡口需凭24小时核酸阴性证明或24小时内核酸采样记录进入，聚集性活动暂停举办，各类公园关闭，室内密闭场所暂停营业，培训托管机构暂停线下服务，堂食按50%限流开放，继续开展全员核酸检测。 | 9月5日0时后             |
| 龙华区   | 全域                                                             | 所有卡口需凭24小时核酸阴性证明或24小时内核酸采样记录进入，所有外卖、快递不进入社区小区、城中村，聚集性活动暂停举办，各类公园关闭，室内密闭场所暂停营业，培训托管机构暂停线下服务，餐饮场所限制堂食接待量，继续开展大规模核酸检测。 | 8月30日0时至9月2日24时  |
| 龙华区   | 全域                                                             | 除前述措施外，餐饮场所暂停堂食，跨区通勤人员保持“单位-家庭”两点一线工作生活模式。 | 9月1日18时至9月4日24时  |
| 龙华区   | 全域                                                             | 利用周末时间在全区开展两轮核酸检测，检测完毕立即返回居所，所有企业一律居家办公，“两点一线”封闭式管理的企业可继续生产，除基本保障场所外，其他营业场所、门店一律停业，全区公交、地铁停运，暂停非必要人员流动与活动。 | 9月3日0时至9月4日24时   |
| 龙华区   | 民治街道、龙华街道部分区域                                       | 所有小区严格实行“白名单管理”，所有居民“严格居家”，所有企业一律居家办公，除基本保障场所外，其他营业场所、门店一律停业，并开展核酸筛查。 | 9月2日0时至9月4日24时   |
| 龙华区   | 民治街道、龙华街道（除富康、清湖社区外）                         | 继续实行临时管控措施，开展全员核酸检测，检测完毕立即返回居所，所有企业一律居家办公，“两点一线”封闭式管理的企业可继续生产，除基本保障场所外，其他营业场所、门店一律停业，相关区域公交、地铁跳站，暂停非必要人员流动与活动。 | 9月5日0时至9月7日24时   |
| 龙华区   | 大浪街道浪口社区、大浪社区                                       | 继续实行临时管控措施，开展全员核酸检测，检测完毕立即返回居所，所有企业一律居家办公，“两点一线”封闭式管理的企业可继续生产，除基本保障场所外，其他营业场所、门店一律停业，相关区域公交、地铁跳站，暂停非必要人员流动与活动。 | 9月5日0时至9月6日24时   |
| 龙华区   | 除临时管控区外其他区域                                           | 恢复正常工作秩序和生产经营，所有卡口需凭24小时核酸阴性证明或24小时内核酸采样记录进入，聚集性活动暂停举办，各类公园关闭，室内密闭场所暂停营业，培训托管机构暂停线下服务，堂食按50%限流开放，继续开展全员核酸检测。 | 9月5日0时后             |
| 龙华区   | 民治街道、龙华街道                                               | 恢复正常工作秩序和生产经营，所有卡口需凭24小时核酸阴性证明或24小时内核酸采样记录进入，聚集性活动暂停举办，各类公园关闭，室内密闭场所暂停营业，培训托管机构暂停线下服务，堂食按50%限流开放，继续开展全员核酸检测。 | 9月8日0时后             |
| 盐田区   | 沙头角街道、海山街道、沙头角边境特别管理区                       | 所有小区严格实行“白名单管理”，所有居民“严格居家”，所有企业一律居家办公，除基本保障场所外，其他营业场所、门店一律停业，并开展“四天四检”核酸筛查。 | 8月31日0时至9月3日24时  |
| 盐田区   | 沙头角街道                                                       | 将此前执行的“严格居家，足不出户”临时管制措施延长至9月6日24时。 | 8月31日0时至9月6日24时  |
| 宝安区   | 全域                                                             | 所有卡口需凭24小时核酸阴性证明或24小时内核酸采样记录进入，所有外卖、快递不进入社区小区、城中村，聚集性活动暂停举办，各类公园关闭，室内密闭场所暂停营业，培训托管机构暂停线下服务，餐饮场所暂停堂食，继续开展大规模核酸检测。 | 9月1日0时至9月3日24时   |
| 宝安区   | 全域                                                             | 利用周末时间在全区开展两轮核酸检测，检测完毕立即返回居所，所有企业一律居家办公，“两点一线”封闭式管理的企业可继续生产，除基本保障场所外，其他营业场所、门店一律停业，全区公交、地铁停运，暂停非必要人员流动与活动。 | 9月3日0时至9月4日24时   |
| 宝安区   | 全域                                                             | 所有卡口需凭24小时核酸阴性证明或24小时内核酸采样记录进入，聚集性活动暂停举办，公园有序开放，入园人数不超过最大承载量的50%（西乡街道公园9月5日24时前暂不开放），室内密闭场所暂停营业，培训托管机构暂停线下服务，堂食按50%限流开放（西乡街道堂食9月5日24时前暂不开放），继续开展全员核酸检测。                                                 | 9月5日0时后             |
| 南山区   | 全域                                                             | 所有卡口需凭24小时核酸阴性证明或24小时内核酸采样记录进入，所有外卖、快递不进入社区小区、城中村，聚集性活动暂停举办，各类公园关闭，室内密闭场所暂停营业，培训托管机构暂停线下服务，餐饮场所暂停堂食，继续开展大规模核酸检测。 | 9月1日18时至9月4日24时  |
| 南山区   | 全域                                                             | 利用周末时间在全区开展两轮核酸检测，检测完毕立即返回居所，所有企业一律居家办公，“两点一线”封闭式管理的企业可继续生产，除基本保障场所外，其他营业场所、门店一律停业，全区公交、地铁停运，暂停非必要人员流动与活动。 | 9月3日0时至9月4日24时   |
| 南山区   | 蛇口街道                                                         | 将此前在9月3日0时至9月4日24时执行的“严格居家，足不出户”一系列管制措施继续执行，途经相关区域的地铁、公交跳站运行。 | 9月5日0时至9月7日24时   |
| 南山区   | 除蛇口街道外其他街道                                             | 所有卡口需凭24小时核酸阴性证明或24小时内核酸采样记录进入，聚集性活动暂停举办，各类公园关闭，室内密闭场所暂停营业，培训托管机构暂停线下服务，堂食按50%限流开放，继续开展全员核酸检测。 | 9月5日后                |
| 大鹏新区 | 全域                                                             | 所有卡口需凭24小时核酸阴性证明或24小时内核酸采样记录进入，所有外卖、快递不进入社区小区、城中村，聚集性活动暂停举办，各类公园关闭，室内密闭场所暂停营业，培训托管机构暂停线下服务，餐饮场所暂停堂食，继续开展大规模核酸检测。 | 9月1日18时至9月4日24时  |
| 大鹏新区 | 全域                                                             | 社区小区卡口需凭48小时核酸阴性证明进入，恢复快递、外卖进入社区小区开展配送业务，聚集性活动暂停举办，公园、景点有序开放，入园人数不超过最大承载量的50%，室内密闭场所暂停营业，培训托管机构暂停线下服务，堂食按50%限流开放，进入大型商业综合体、超市、农贸市场和餐饮单位需凭24小时核酸阴性证明（或48小时核酸阴性证明及24小时内核酸采样记录）。 | 9月5日至9月7日24时      |
| 坪山区   | 全域                                                             | 所有卡口需凭24小时核酸阴性证明或24小时内核酸采样记录进入，所有外卖、快递不进入社区小区、城中村，聚集性活动暂停举办，各类公园关闭，室内密闭场所暂停营业，培训托管机构暂停线下服务，餐饮场所暂停堂食，完成各轮次核酸检测。 | 9月3日0时至9月4日24时   |
| 坪山区   | 全域                                                             | 所有卡口需凭48小时核酸阴性证明进入，室内密闭场所暂停营业，堂食按50%限流开放。 | 9月5日后                |
| 光明区   | 全域                                                             | 所有卡口需凭24小时核酸阴性证明或24小时内核酸采样记录进入，所有外卖、快递不进入社区小区、城中村，聚集性活动暂停举办，各类公园关闭，室内密闭场所暂停营业，培训托管机构暂停线下服务，餐饮场所暂停堂食，完成各轮次核酸检测。 | 9月3日0时至9月4日24时   |
| 光明区   | 全域                                                             | 社区小区卡口需凭48小时核酸阴性证明进入，恢复快递、外卖进入社区小区开展配送业务，聚集性活动暂停举办，公园、景点有序开放，入园人数不超过最大承载量的50%，室内密闭场所暂停营业，培训托管机构暂停线下服务，堂食按50%限流开放，进入大型商业综合体、超市、农贸市场和餐饮单位需凭24小时核酸阴性证明（或48小时核酸阴性证明及24小时内核酸采样记录）。 | 9月5日0时至9月7日24时   |

#### 学校教育
本轮疫情正值2022学年秋季学期开学期间，8月31日，深圳市教育局发布《2022年秋季学期全市中小学开展在线教学的通知》，通知称，幼儿园暂缓返园，不组织线上教学活动；小学、初中及高一高二年级师生暂缓返校，9月1日组织开展线上开学典礼，并做好准备后开展线上教学；有条件全封闭管理的高三年级师生一律住校全封闭管理，未能满足全封闭管理条件的和未能返校的高三学生开展在线教学。
深圳技术大学2022级新生报到时间定为9月3日，对深圳本地学生（含居住在校外的学生）暂停报道，深圳市外学生报到安排不变，报到前24小时在当地进行核酸检测。
深圳职业技术学院调整2022级新生报到时间，将新生报到时间从9月3日至4日初步调整至9月14日（深圳市外学生）、9月17日（深圳市内学生）。
深圳大学临时调整2022学年秋季学期教学形式，9月5日起，校外居住的任课教师原则上实行线上教学，确需入校开展教学的，可在学校校园封闭管理期间组织“线上+线下”同步教学，必须采用线下教学的课程需申请延期开课。南方科技大学亦临时调整教学形式，采取“线上+线下”融合教学模式。
随着后续深圳疫情形势平稳，9月15日起，深圳市中小学校及幼儿园学生根据各区（新区）安排分批陆续返校。

#### 社会考试
由于深圳市车管所被列为8月31日感染者主要活动轨迹，9月1日，深圳市车管所、深圳市小型汽车科目考场、深圳市摩托车科目二及科目三考场等地暂停现场办理车驾管业务，机动车驾驶人理论考试（科目一、科目三安全文明理论常识）和摩托车科目二、三技能考试在9月1日至3日期间的预约自动取消，小型汽车驾驶技能科目二、三考试的考生统一安排转场。9月13日，深圳市车管所、各车管分所、科目考场、交通安全培训中心、全市检测站、机动车登记服务站、各服务网点正常办理车驾管业务。
9月3日至5日举行2022年度全国会计专业技术中级资格考试，受疫情影响，为确保考试顺利进行，深圳市财政局发布公告：南山、盐田、龙岗、坪山的考生在本区调整考点，福田、罗湖、龙华的考生跨区调整考点，因疫情防控原因不能参加考试的，受影响考生可以申请退费或者延至下一年考试，已经取得的中级资格合格成绩有效期将相应延长一年。

#### 交通应对
本轮疫情深圳市维持了进入深圳全市交通场站（机场、火车站、汽车站、客运码头、地铁站）、乘坐公共交通工具（地铁、公共汽车、出租车、网约车）、进入公共密闭空间等须凭48小时核酸检测阴性证明或当日核酸采样凭证的要求。9月1日起，深圳市进一步严格严格离深管理，深圳市民如需离深，须持有48小时内2次核酸检测阴性证明。随着深圳后续疫情形势缓和，9月21日起，深圳市民离深需持48小时核酸阴性证明。

##### 地铁
- 8月29日，1号线国贸站、1号线华强路站、1、2号线大剧院站、1、6号线科学馆站、2号线湖贝站、2号线燕南站、2、7号线华强北站、3、6号线通新岭站、3、7号线华新站、3、9号线红岭站、6号线体育中心站、6、7号线八卦岭站、7号线黄木岗站、7号线华强南站、7号线赤尾站、7号线笋岗站、7号线洪湖站、7、9号线红岭北站、9号线园岭站、9号线红岭南站、9号线文锦站、9号线向西村站、9号线人民南站、9号线鹿丹村站将暂停运营[179]。
- 8月29日22时，3号线木棉湾站、大芬站及5号线长龙站、百鸽笼站暂停运营[180]。
- 8月30日12时，3、5号线布吉站暂停运营，仅保留站内换乘功能，大剧院站、科学馆站、华强北站、通新岭站、华新站、红岭站、八卦岭站、红岭北站恢复站内换乘功能[181]。
- 8月31日10时，8号线沙头角站、海山站、盐田港西站暂停运营[182]。
- 8月31日22时30分，5号线上水径站、下水径站及10号线甘坑站、凉帽山站暂停运营[183]。
- 9月2日，3号线福保站、10号线福田口岸站、4号线清湖站暂停运营，国贸站、华强路站、科学馆站、湖贝站、燕南站、华强北站、通新岭站、华新站、红岭站、体育中心站、八卦岭站、黄木岗站、笋岗站、洪湖站、红岭北站、园岭站、文锦站、向西村站、人民南站恢复运营[184]。
- 9月2日12时，3号线益田站、3、7号线石厦站暂停运营服务[185]。
- 9月2日晚上，港铁（深圳）宣布：9月3日0时至9月4日24时，4号线全线暂停运营服务[186]。深圳地铁集团随后宣布，9月3日0时至9月4日24时，6号线长圳站至薯田埔站区段各站（含长圳站、薯田埔站）及8号线深外高中站、盐田路站实施有限度运营，运营服务时间为早上8点至晚上21点，行车间隔约30分钟，其它线路及6、8号线其它区段各站停止运营服务[187]。
- 9月5日凌晨，除1号线罗湖站、华强路站、1、3号线老街站、1、6号线科学馆站、1、10号线岗厦站、2号线东角头站、湾厦站、海月站、莲花西站、湖贝站、2、9号线景田站、3号线福保站、益田站、晒布站、六约站、塘坑站、横岗站、3、7号线石厦站、3、10号线莲花村站、4号线清湖站、龙华站、上塘站、白石龙站、民乐站、莲花北站、4、6号线红山站、4、7、10号线福民站、4、10号线福田口岸站、5号线民治站、6号线上芬站、梅林关站、7号线赤尾站、华强南站、皇岗口岸站、皇岗村站、8号线沙头角站、9号线香梅站、10号线冬瓜岭站暂停运营，相关换乘站仅保留换乘功能外，其他站点恢复运营[188][189]。
- 9月7日，9号线梅景站暂停运营服务，老街站、莲花西站、景田站、晒布站、六约站、塘坑站、横岗站、莲花北站、莲花村站、沙头角站、香梅站、冬瓜岭站恢复运营，出入口正常开放[190][191]。
- 9月8日，罗湖站、湖贝站、东角头站、湾厦站、海月站、福保站、益田站、石厦站、清湖站、龙华站、上塘站、白石龙站、民乐站、民治站、梅林关站、上芬站、红山站及福田口岸站（10号线部分）恢复运营[192][193]。
- 9月9日，科学馆站恢复运营[194]。
- 9月10日，岗厦站、皇岗口岸站、皇岗村站、福民站、福田口岸站（4号线部分）恢复运营[195][196]。
- 9月12日，华强路站、赤尾站、华强南站恢复运营[197]。
- 9月16日11时，梅景站恢复运营[198]。
- 9月26日22时，7号线沙尾站暂停运营[199]。
- 10月3日15时，沙尾站恢复运营[200]。
- 10月5日，1、3号线老街站（仅保留站内换乘功能），2号线湖贝站，3号线晒布站、草埔站及5号线布心站暂停运营服务[201]。
- 10月8日，草埔站、布心站恢复运营[202]；当天12时，湖贝站、老街站、晒布站恢复运营[203]。
- 10月10日，5号线翻身站暂停运营[204]。
- 10月12日，9号线南油站、南山书城站，11号线南山站暂停运营[205]。
- 10月15日，5号线灵芝站、洪浪北站，9号线荔林站、南油西站暂停运营[206]。
- 10月16日，6号线元芬站暂停运营[207]。
- 10月17日，翻身站、灵芝站、洪浪北站、南油站、南山书城站、荔林站、南油西站、南山站恢复运营[208]。
- 10月19日，元芬站恢复运营[209]。

##### 公交
- 8月29日，福田区园岭、华强北、南园街道，罗湖区桂园、笋岗、南湖街道等六街道的335个公交站采取跳站措施[210]。
- 8月29日晚上，龙岗区布吉街道的172个公交站采取跳站措施，为疏散深圳东站旅客，东部公交将980线首班车时间临时调整至05:30，并开通深圳东站临时疏运专线（深圳东站东广场-草埔地铁站）[211]。
- 8月30日早晨，盐田区沙头角、海山街道的76个公交站采取跳站措施[212]。
- 8月31日，龙岗区吉华街道的50个公交站采取跳站措施[213]。
- 9月1日，深圳所有跨市公交线路临时取消跨市段站点[214]。
- 9月2日早上，福田区南园街道37个公交站，福保街道64个公交站，罗湖区桂园街道39个公交站，龙华区龙华街道、民治街道的54个公交站采取跳站措施[215]，此前福田区园岭、华强北街道，罗湖区笋岗、南湖街道等地的公交站恢复正常停靠[215]。
- 9月2日晚上，深圳市龙华区、罗湖区、福田区、龙岗区、南山区、宝安区分别发布通告，宣布六区公交自9月3日0时至9月4日24时期间全部停运[5]。
- 9月5日凌晨，除福田区南园、福保、福田、莲花街道，罗湖区东门、桂园、南湖街道，盐田区沙头角、盐田街道，南山区蛇口街道，龙岗区横岗街道，龙华区民治、龙华、大浪街道的部分公交站采取跳站措施外，深圳其余公交站点恢复正常停靠。为保障深圳北站（位于龙华区民治街道）旅客出行，深圳北站交通枢纽公交场站始发终到的公交线路不受影响[216]。
- 9月7日，福田区莲花街道，龙华区东门、桂园、南湖街道，盐田区沙头角街道，龙岗区横岗街道，龙华区大浪街道部分公交站恢复营运[217]。
- 9月8日，福田区福保街道，龙华区龙华、民治街道部分公交站恢复营运，福田区梅林街道部分公交站采取跳站措施，火车站东广场、福田农批市场总站、梅林一村总站、颂德花园总站始发的所有公交线路停运[218]。
- 9月12日，龙华区观澜街道新田社区所有公交站点暂停营运，新田社区范围内始发的公交线路停运[219]。
- 9月13日，除12线外，火车站东广场始发的所有公交线路恢复运营[220]。
- 9月17日，龙华区观澜街道新田社区范围内始发的公交线路恢复营运，沿途公交站恢复停靠[221]。
- 9月22日，深圳所有跨市公交线路恢复正常运营[222]。
- 10月5日，罗湖区东门、黄贝、东晓三街道的106个公交站采取跳站措施，17条相关片区始发的公交线路停运[223]。
- 10月8日，黄贝、东晓街道68个公交站恢复停靠，17条相关片区始发的公交线路恢复运营[202]；当天12时，东门街道26个公交站恢复停靠[224]。
- 10月10日，宝安区新安街道翻身路片区公交站采取跳站措施[204]。
- 10月12日，南山区南油片区8个公交站采取跳站措施[205]。
- 10月14日，宝安区新安街道翻身路片区公交站恢复停靠[225]。
- 10月15日，南山区南油、荔林片区51个公交站，宝安区新安、西乡街道107国道以东片区173个公交站采取跳站措施，11条相关片区始发的公交线路临时停运[226]。
- 10月17日，此前于10月15日在南山区、宝安区临时跳站的站点全部恢复停靠，11条相关片区始发的公交线路恢复运营[227]。

##### 有轨电车
- 9月2日，深圳有轨电车清湖站、清龙站、清湖学校站暂停运营[228]。
- 9月3日0时至9月4日24时，因龙华区宣布全区公交、地铁停运[151]，深圳有轨电车全线暂停运营[229]。
- 9月5日，除清湖站、清龙站、清湖学校站暂停运营服务外，深圳有轨电车其余站点恢复运营[230]。
- 9月8日，深圳有轨电车全线恢复运营。

##### 水路航运
- 8月21日，深圳机场码头至珠海九洲港、中山港往返航线临时停航，海上彩虹号“深圳机场码头至前海湾”观光航线临时停航[231]。
- 8月22日下午16时30分，深圳蛇口邮轮中心至珠海九洲港往返航线复航[232]。
- 9月14日，深圳蛇口邮轮中心至澳门（外港、氹仔）往返航线复航[233]。
- 9月17日，深圳蛇口邮轮中心至珠海九洲港往返航线复航[234]。
- 9月24日，深圳蛇口邮轮中心至珠海外伶仃岛、东澳岛、桂山岛等海岛旅游航线复航[178]。

#### 查处违法行为

##### 聚集活动造成疫情传播
8月20日，宝安区在社区筛查中发现1例外省返深人员新冠病毒阳性病例（索某某），在该病例已隔离观察的密接人员排查中陆续发现多例新冠病毒阳性病例。经流调溯源，以上病例活动轨迹均涉及星铂汇量贩式KTV（沙井店）。经查，星铂汇量贩式KTV（沙井店）未落实扫码验码等疫情防控要求，在政府部门检查、约谈并要求其签订承诺书的情况下仍未改正。宝安区文化广电旅游体育局已责令星铂汇量贩式KTV（沙井店）停业整改并立案调查。深圳市公安局宝安分局已对星铂汇量贩式KTV（沙井店）涉嫌妨害传染病防治立案调查。同时，索某某于8月17日自外省返深后未及时向社区申报行程、参与聚集活动并瞒报情况，导致多人感染新冠病毒，多处场所被管控，涉嫌妨害传染病防治，深圳市公安局宝安分局已对索某某立案调查。
8月31日，深圳市福田区发布情况通报，深圳市福田区华星舞蹈艺术中心发生聚集性疫情，导致疫情爆发式扩散传播，相关群组活动轨迹涉及深圳市内多区及个别省外地市，截至9月1日12时，华星舞蹈艺术中心群组已累计报告病例44例，个别未曾到访过该地的密切接触者也报告了阳性个案。深圳市福田区已依法对华星舞蹈艺术中心进行立案调查，依法依规严肃查处。
9月29日，深圳市福田区发布通告，称福田区沙头街道沙尾东村JQK理发店发生聚集性疫情，理发店群组已报告病例9例。经查，JQK理发店的经营者未严格落实密闭场所疫情防控要求，如进店未严格执行扫场所码、查验核酸检测结果、测温等措施，多名人员无连续核酸记录，未规范佩戴口罩。深圳市福田区执法部门对JQK理发店进行立案调查。
9月29日，深圳市龙华区发布通告，称多个阳性个案曾到访位于龙华区陶吓新村龙美路70号的陶羽羽毛球主题馆，相关群组活动轨迹涉及深圳全市多区，陶羽羽毛球主题馆群组已报告病例4例。由于陶羽羽毛球主题馆经营者未落实疫情防控主体责任，未严格执行人员入场限流、扫场所码、测温等防控措施，龙华区已依法对陶羽羽毛球主题馆进行立案调查。
10月11日，深圳市福田区发布通告，称内蒙古返深人员中发现蒋某某（女，32岁）、王某某（男，30岁）核酸检测呈阳性。经流调显示，二人从内蒙古返深后，未按要求执行疫情防控有关政策措施，在公共场所不佩戴口罩，违规参加人员聚集性活动等，造成疫情传播。二人因涉嫌妨害传染病防治罪已被福田公安机关依法立案调查。

##### 隐匿密接行程外出
8月23日，疾控部门在对福田区无症状感染者叶某某（男，28岁）进行流调过程中，发现其有隐匿密接等行为。公安机关立即开展调查。经调查，叶某某在明知自己被赋黄码、与确诊病例有密切接触、同行人员已被采取隔离措施的情况下，仍在自我居家隔离期间外出就餐，涉嫌拒不执行依法提出的传染病预防、控制措施，有新型冠状病毒疫情传播严重危险。目前，叶某某因涉嫌妨害传染病防治罪，已被公安机关立案侦查。
10月3日，深圳市公安局罗湖分局发布情况通报，称该局于10月1日接疾控部门通报称，罗湖区东湖街道某小区居民杨某某（女，56岁）核酸检测呈阳性，经查，杨某某故意隐瞒其曾前往所居住小区另一住户家中参加聚集活动的行程，有疫情传播严重危险。目前，该局已对杨某某以涉嫌妨害传染病防治罪立案侦查，案件正在进一步办理中。

### 东莞市
8月27日，东莞市大朗镇新增2例无症状感染者，其中1例为莞深通勤人员，另一例为其密切接触者。当天13时，东莞市大朗镇划定高风险区、中风险区和低风险区。当天18时30分，东莞市疾控中心发布提醒，莞深往返人员在保持48小时核酸阴性前提下倡导增加核酸检测频次，建议保持24小时核酸阴性。8月28日0时，东莞市常平镇划定高风险区、中风险区和低风险区。8月31日，东莞市凤岗镇划定高风险区、中风险区和低风险区。
8月29日，东莞市要求全市巡游出租车、网约车、顺风车不得进入或途经深圳7个涉疫地区（罗湖区、福田区、南山区、宝安区、龙岗区、盐田区、龙华区）。
9月1日，受深圳市进一步严格离深管理影响，东莞巴士对12条莞深跨市公交线路将临时停运或调整，其中莞285路、莞747路、莞786路、莞915路、高峰快线1号线、高峰快线2号线等6条线路临时停运；莞209路、莞216路、莞241路、莞312路、莞772路、莞782路等6条线路不进入深圳市内运营。
9月2日，东莞市调整疫情防控措施，7天内有外省外市行程人员须查验核酸检测记录，东莞全市严控大规模聚集活动，进入东莞市中堂、麻涌、洪梅、石碣、沙田、长安、虎门、大岭山、大朗、黄江、塘厦、清溪、凤岗、松山湖14个镇街（园区）的室内密闭场所的人员须凭48小时核酸检测阴性证明或24小时内核酸采样凭证。
9月3日，东莞市疾控中心再次发布提醒，对深圳市南山区、龙华区、宝安区、罗湖区、福田区、龙岗区、盐田区沙头角街道、海山街道来（返）莞人员实行5天居家健康监测，第1、3、5天各开展一次核酸检测，核酸检测未完成前避免外出。行程卡有深圳旅居史的人员（除上述区域外）在莞期间须保持24小时核酸阴性，来（返）莞后7天内保持“两点一线”，不前往人员密集场所。
9月10日凌晨0时起，东莞市凤岗镇翡翠山湖臻萃园22栋由中风险区降级为低风险区，并解除管控措施。自此，东莞全市中高风险区全部解除，全域转入常态化疫情防控。
9月22日，随着深圳调整跨市出行核酸检测要求，莞285路、莞747路、莞209路、莞216路、莞241路、莞772路恢复运营，莞786路、莞782路、莞312路、莞915路、高峰快线1号线、高峰快线2号线则于9月23日起恢复运营。

### 揭阳市
8月30日，揭阳市惠来县发现1例有深圳北站旅居史的新冠肺炎无症状感染者，惠来县在隆江镇划定高风险区、中风险区和低风险区，在惠城镇山美村划定低风险区，并提醒如与该个案有时空交际者须立即报告，配合做好疫情防控措施。8月31日，揭阳市惠来县暂停举行大型聚集活动，室内密闭场所暂停营业，养老院、儿童福利院、监所等实施封闭管理，宗教活动暂停，限制堂食规模及营业时间。
8月31日，揭阳市普宁市在返乡人员核酸检测中发现1例有深圳旅居史新冠肺炎无症状感染者，普宁市在大坝镇划定临时管控区，并在普宁市大坝镇范围内的中小学和幼儿园、云落镇云落中学、流沙东街道北山小学秋季学期暂缓返校，校外培训机构及托管机构暂停服务。
9月9日17时起，揭阳市惠来县隆江镇黄洋片区相关范围解除中风险区防范管理措施。自此，揭阳全市中高风险区全部解除，全域转入常态化疫情防控。

### 广州市
8月31日，广州市公布最新疫情防控政策，要求深圳非中高风险地区来（返）穗人员实施严格3天居家健康监测（赋红码，上门核酸采样，房间有独立卫生间的上门磁，不限制同住人员）；7天内有高风险区域旅居史的人员，采取7天集中隔离医学观察；7天内有中风险地区旅居史的人员，采取7天居家隔离医学观察（如不具备居家隔离医学观察条件，采取集中隔离医学观察），此举引发网上热议。8月31日晚上22时，广州市再度更新最新疫情防控政策，将原先深圳非中高风险地区来（返）穗人员关于“赋红码，上门核酸采样，房间有独立卫生间的上门磁”的相关内容已经取消，但该类人员仍然需要严格执行3天居家健康监测。

### 惠州市
8月30日，惠州市疾控中心发布紧急提醒，要求8月23日以来有深圳市旅居史的来（返）惠人员，立即主动报备，并配合防疫人员的指引开展健康管理。此外，倡导深圳来（返）惠人员进行核酸“三天三检”。惠深通勤人员在保持48小时核酸阴性前提下倡导增加核酸检测频次，建议保持24小时核酸阴性。
9月1日，受深圳市进一步严格离深管理影响，惠州公交208路、大亚湾公交138B线、266线、268线、336线、深惠4线暂停深圳段运营，深惠1线暂停营运。
9月23日，随着深圳调整跨市出行核酸检测要求，惠州公交208路、大亚湾公交138B线、266线、268线、336线、深惠4线恢复深圳段运营。9月26日，深惠1线恢复运营。
9月25日，深圳市龙岗区发布关于报备涉疫行程的通知，通知称某阳性个案曾于9月23日早上到访过惠州市惠东县铁涌镇惠东长春庵。9月26日凌晨，惠州市惠东县在密接筛查中发现1例新冠肺炎无症状感染者，该个案与外市阳性个案同时空暴露，并在惠东县平山街道、大岭街道、平海镇部分区域划定风险区。10月6日，惠州市惠东县解除相关区域中风险区管理，相关区域实施常态化防控措施。

## 争议

### 谣传宝安沙井商超货品被抢光
8月20日，由于深圳市宝安区发生本土疫情，网传宝安区沙井、新桥街道一些商超货品晚上被抢光。当晚，深圳市市场监督管理局宝安监管局回应称宝安区物资供应充足，没有出现抢购的情况，价格也没有上涨，生鲜农产品须当日卖完，出现少量空档属正常现象，后续将按照平时3~5倍加大备货，加大生鲜农产品的供应。

### 科兴科学园10万人突变“黄码”
8月24日，深圳市南山区科興科學園10萬人健康码突然变为“黃碼”，只有进行核酸检测才可以离开科兴科学园，当天台风马鞍即将逼近广东，深圳市气象局发布的台风黄色预警信号正在生效中，许多核酸检测点当天下午5時就提前關閉，大批人排長龍湧去做核酸，引發熱議。“深圳科興科學園疫情防控”話題登上新浪微博熱搜，有網民稱“天塌下來也要做核酸”。也有人表示，站在科學園排隊的長龍裏都喘不過氣，此外还傳出有人排隊時中暑暈倒。

### “静默管理”相关传言争议
9月1日，深圳部分区新型冠状病毒肺炎疫情防控指挥部发布了通告，但有网友将通告“全域实行如下管控措施”理解为“全域停止一切非必要流动、活动”，微信群亦流传“9月2日0:00分起深圳全市暂停三天，全员足不出户，实施三日三检全员核酸检测”等传言深圳全城静默管理内容。对此，深圳市委宣传部副部长、市政府新闻办主任吴筠在9月1日的新闻发布会用“防疫之下，面对传言和谣言，大家可以通过权威发布的信息去了解”来回应此事。随后，深圳权威辟谣平台“谣言粉碎机”称其为严重误读：深圳多个区发布通告为严格限制人员聚集，要求居民非必要不外出，但并不是全城静默管理，没有限制居民足不出户。
但9月2日傍晚18时，深圳市龙华区发布《关于开展全区两轮核酸检测的通告》，通告称自9月3日0时至9月4日24时，该区利用周末时间在全区开展两轮核酸检测，检测完毕立即返回居所，所有企业一律居家办公，除基本保障场所外，其他营业场所、门店一律停业，全区公交、地铁停运，暂停非必要人员流动与活动。根据该公告，龙华区已事实上“静默管理”。随后，福田区、罗湖区、龙岗区、南山区、宝安区亦发布同样的“两轮核酸检测”公告，惟盐田区、坪山区、光明区、大鹏新区未跟进前述措施，仍维持所有卡口需凭24小时核酸阴性证明或24小时内核酸采样记录进入的要求。
9月29日，深圳市疫情反复，部分微信群出现“深圳明天宣布全市静默3天”等信息。经龙岗警方调查，姚某某（男，26岁）为博取关注，一人使用两个微信号，以对话的方式编造“深圳明天宣布全市静默3天”信息，并截图发送至微信群；网民李某某（男，30岁）未经核实将该截图加工后进行转发，造成大量传播。因散布谣言扰乱公共秩序，姚某某、李某某已被公安机关依法处以行政拘留的处罚。

### 福田沙尾反复被封控引发居民抗议
9月26日，由於深圳市福田區沙頭街道沙尾西村發現一宗確診个案，深圳地鐵9月26日晚上宣布，7號線沙尾站自当日晚上10時起暫停服務，同時福田区決定对沙尾西村實行封控措施。但大批居民不滿沙尾西村反复封控而抗議，後與警察發生肢體衝突，有在場人士向警察投擲物件，警察隨即上前制止，並拉起「警察執法 敬請配合」的橫額，圍觀者則用手機拍攝。有網民稱，最近深圳幾波疫情，福田區沙头街道上沙、下沙、沙頭、沙尾都發現感染者，被封控隔離不下於6次，相等於每隔幾天就封。